# Vándor József (színművész)
Vándor József (Budapest, 1921. július 30. – Budapest, 1990. április 1.), születési neve: Weinberger József, beceneve: Vándor Pufi, magyar színész. A Madách Színház társulata a halála után az emlékére hozta létre a Vándor Pufi-díjat.

## Élete
Szülei Weinberger Dávid (1878–1939) kocsmáros és Weiss Róza Ráchel (1886–1944) voltak.
Kijárta Gaál Béla filmiskoláját, majd fizikai munkásként dolgozott. 1948-tól 40 éven át a Madách Színház tagja volt, 1950 és 1951 kivételével, ekkor a Nemzeti Színház társulatát erősítette. Több filmben, illetve televíziójátékban is szerepelt, jobbára indulatosabb jellemeket formált meg. Haláláról beszámolt a Magyar Nemzet és a Népszabadság is.

## Főbb színházi szerepei
- Murzaveckij (Osztrovszkij: Farkasok és bárányok)
- Dobcsinszkij (Gogol: A revizor)
- Dagadtnyakú (Gorkij: Éjjeli menedékhely)
- Duka Vendel (Tamási Áron: Csalóka szivárvány)
- Mátyás (Németh László: Széchenyi)
- Ephesusi Dromio (Shakespeare: Tévedések vígjátéka)
- Carlson (Steinbeck: Egerek és emberek)
- Louis (Arthur Miller: Pillantás a hídról)
- Paolo (Tennessee Williams: A vágy villamosa)
- Gerő (Jókai Mór: A bolondok grófja)

## Filmszerepei
- Nincsenek véletlenek (1938)
- Kis Katalin házassága (1950) - népnevelő
- Civil a pályán (1951)
- Becsület és dicsőség (1951)
- Vihar (1951)
- Költözik a hivatal (1953)
- Csapj az asztalra! (1953; rövid játékfilm)
- Fel a fejjel (1954)
- Életjel (1954)
- 2×2 néha 5 (1954)
- Különös ismertetőjel (1955)
- Terülj, terülj, asztalkám! (1956)
- Tanár úr kérem… (1956)
- Nehéz kesztyűk (1957)
- Bakaruhában (1957)
- A nagyrozsdási eset (1957)
- Édes Anna (1958)
- Bogáncs (1958)
- Sóbálvány (1958)
- Aranybalta (1958)
- Egy csomag elveszett (1958)
- Kölyök (1959)
- Fapados szerelem (1959)
- Májusi dal (1959)
- Szerelem csütörtök (1959)
- Sorompó (1959)[4]
- 9 perc (1960)
- Légy jó mindhalálig (1960)
- Az arcnélküli város (1960)
- Felmegyek a miniszterhez (1961)
- Megöltek egy lányt (1961)
- Sínek között (1962)[5]
- Mici néni két élete (1962)
- Az utolsó vacsora (1962)
- Legenda a vonaton (1962)
- Hamlet (1963)
- Tücsök (1963)
- Az utolsó budai basa (1963)
- A pénzcsináló (1964)
- Mit csinált felséged 3-tól 5-ig? (1964)
- Karácsonyi ének (1964)
- Kár a benzinért (1964)
- A kőszívű ember fiai I-II. (1965)
- Sikátor (1966)
- Én, Sztrasznov Ignác, a szélhámos I.-II. (1966)
- Büdösvíz (1966)
- Egy szerelem három éjszakája (1967)
- Reggeli a marsallnál (1967)
- Kártyavár (1967)
- Úton (1967)
- Isten óvd a királyt (1968)
- Voronyezs (1969)
- Én, Prenn Ferenc. I-III. (1969)
- Isten hozta, őrnagy úr! (1969)
- Egy óra múlva itt vagyok... (1971)
- A halhatatlan légiós, akit csak péhovárdnak hívtak (1971)
- Szerelem a ládában (1971)
- Nincs idő (1972)
- Különös vadászat (1972)
- Kakuk Marci (1973)
- Az ördög cimborája (1973)
- Kopjások (1975)
- Sztrogoff Mihály (1975)
- Az ötödik pecsét (1976)
- Megtörtént bűnügyek (1976)
- Illetlenek (1977)
- Magyarok (1977)
- Dóra jelenti (1978)
- Bodnárné (1978)
- Képviselő úr (1979)
- Fábián Bálint találkozása Istennel (1980)
- Tiszteletem, főorvos úr (1980)
- Mese az ágrólszakadt igricről (1981)
- Sok hűhó semmiért (1981)
- A 78-as körzet (1982)
- Kettévált mennyezet (1982)
- Pygmalion (1982)
- Régimódi történet (1982)
- A piac (1983)
- Hanyatt-homlok (1983)
- Gyerekrablás a Palánk utcában (1985)
- Szomszédok (1987)